# Tomasellia californica
Tomasellia californica är en lavart som först beskrevs av Alexander Zahlbruckner, och fick sitt nu gällande namn av R. C. Harris. Tomasellia californica ingår i släktet Tomasellia och familjen Naetrocymbaceae.   Inga underarter finns listade i Catalogue of Life.